# Rødkløver
Rødkløver (Trifolium pratense), ofte skrevet rød-kløver, er en 15-50 centimeter høj og i Danmark meget almindelig urt på enge, skrænter og overdrev. Rødkløver bestøves af honningbier og humlebier og er en god biplante.
Planten har samliv med kvælstofsamlende bakterier, hvilket betyder, at den er usædvanligt proteinrig, hvad der også gør den til en god foderplante.

## Beskrivelse
Rødkløver er en flerårig urt med en opstigende eller helt opret vækst. Stænglerne er fint hårede og let furede. Bladene sidder spredt og er trekoblede med elliptiske småblade, der har hel rand. Oversiden er grågrøn med lyse aftegninger, mens undersiden er ensartet grågrøn. Hvert blad har to lysegrønne fodflige, der er pludseligt børsteformet tilspidsede.
Blomstringen sker i maj-september, og den består af lyserøde til karminrøde, smalle ærteblomster, der sidder samlet i endestillede hoveder. Frugterne er rette bælge med et til tre frø.
Rodnettet er dybtgående og kraftigt.
Højde x bredde og årlig tilvækst: 0,50 x 0,35 meter (50 x 35 centimeter pr. år).

## Voksested
Rødkløver formodes oprindeligt at stamme fra den Frugtbare halvmåne. Den dag i dag vokser den i tyrkiske lavlandsområder sammen med eksempelvis Aegilops triuncialis (en gedeøjeart), agernigella, agerranunkel, agersnerle, almindelig brunelle, bulmeurt, cikorie, hyrdetaske, klinte, almindelig kællingetand, almindelig rajgræs, almindelig sar, bibernelle, bitter bakkestjerne, farvegåseurt, græsk ene, gul snerre, gærdevalmue, hvidkløver, hvidmelet gåsefod, knoldet storkenæb, kruset skræppe, lucerne, markstenkløver, middelhavsene, musevikke, plettet arum, Quercus infectoria (en egeart), rank potentil, rød arve, rødknæ, sort rævehale, strandkrageklo, sølvbladet pære, vild gulerod, vild hør, våriris og weichseltræ .
Arten er dog naturaliseret overalt i Europa – især efter fysiokraternes anbefaling af den som jordforbedringsmiddel. Den er i Danmark meget almindelig over hele landet på skrænter, overdrev og enge.

## Danmarks nationalblomst
Danmark har ikke en egentlig nationalblomst, men rødkløveren blev af Udenrigsministeriet udnævnt til dette i 1936, da den på det tidspunkt var dansk landbrugs vigtigste foderplante. I de følgende årtier blev denne udnævnelse glemt, og sidenhen har andre blomster ligeledes fået betegnelsen, eksempelvis marguerit og mælkebøtte.
| Portal | Portal:Botanik |